# Cassandra Patten
Cassandra Lily Patten (Cardinham, 1º gennaio 1987) è una nuotatrice britannica.

## Palmarès
- Olimpiadi

Pechino 2008: bronzo nei 10km.
- Mondiali in acque libere

Siviglia 2008: argento nei 10 km.
- Vincitrice della Coppa LEN nel 2006.